# Vertyikal–4
Vertyikál–4 (orosz fordítás: függőleges) geofizikai kutató rakétaszonda.

## Küldetés
Az Interkozmosz együttműködés keretében ez volt a negyedik rakétaszonda. 1975. szeptember 2-án az Interkozmosz-szervezet bocsátotta fel a szovjet Kapusztyin Jar indítóhelyről. Az Interkozmosz–B hordozórakéta kétfokozatú rakéta volt. Az első fokozat folyékony hajtóanyagú, a második szilárd típusú volt. Hasznos műszerparkja 1512 kilogramm volt. A ballisztikus pályán mozgó műszerek nagy része gömb alakú konténerben, ejtőernyővel visszatért a Földre.

## Jellemzői
A magyar Központi Fizikai Kutatóintézet (KFKI) Atomenergia Kutatóintézet neutronforrásra alapozott aktivációs analitikai módszerrel működő műszerét (mikrometeorit-csapda) vitte a világűrbe.